# たおれて尊し!
『たおれて尊し!』（たおれてとうとし）は、尾玉なみえによる日本の漫画作品。講談社の『good!アフタヌーン』（月刊アフタヌーン増刊）にて、7号（2009年11月発売）から2012年25号（2012年11月）まで連載。

## 登場人物
泡吹 絶之進（あわふき ぜつのしん）
泡吹ほっこり流15代目当主。武芸の腕は確かだが、異常に心が弱く、ささいなショックですぐ気絶する。そのためにどこにも仕官できない。
第9話で晴れて仕官がかなったが、正藩士ではなく契約藩士としての採用なので、あまり待遇は良くない。
すすむ
泡吹ほっこり流門下生筆頭、と言っても作中登場する唯一の門下生である少年。師である絶之進を心から尊敬し、その名を上げようとして要らぬ騒動を起こす。配下は様々な鳥獣や昆虫に名前をつけた「すすむ軍団」。
由布姫（ゆうひめ）
すすむ達が暮らしている藩のお姫様。ただし、どこの藩かは不明。賊に襲われていたところをすすむに救出され、以来すすむに惚れている。
くノ一 イヨ（くのいち イヨ）
由布姫付きのお庭番。
音屋 留（おとや とめ）
絶之進の隣家に住む未亡人。3年前に夫を亡くした。絶之進に興味を抱く。
陰山 湿之助（かげやま しつのすけ）
大量の大便を武器とする陰山ねっちょり流の当主。リスのくりとをすすむに返さなかったため、絶之進に泣いても謝っても許してもらえない「鬼猛省（おにもうせい）」のせっかんを受ける。それ以来絶之進に対しては低姿勢になるが、正藩士という立場を利用して契約藩士の絶之進にささやかな復讐をすることもある。
小山 鋭角（こやま えいかく）
すすむの友人で湿之助の弟子。何かと理不尽でダメな師匠の下で苦労している。
権田 十兵衛（ごんだ じゅうべえ）
権田がっつり流の当主。藩の正藩士。
五郎（ごろう）
軍師志望の農民。五男坊で家督に縁が無い。図体がでかく妙に賢いため、周囲の人間からいじめられてきたが、あまり同情されていない。

### すすむ軍団
粘太（ねんた）
すすむが繁殖させたカエル。粘着力が強い。
ザリガニ次長
ザリガニ。ハサミではさまれると痛い。
くりと
リス。
亀田一家（かめだいっか）
200匹のカメムシ。とても臭い。興毅（こうき）・大毅（だいき）・和毅（ともき）などがいる。
百吉（ひゃくきち）
ムカデ。
ぼると
ダチョウ。足が速い。
ゴキブリクラスター弾
ビニール袋いっぱいに詰められたゴキブリ。すすむ軍団の禁断の兵器。
アキヒロ
狼。

## 書誌情報
- 尾玉なみえ『たおれて尊し! 』講談社〈アフタヌーンKC〉、小B6判、全2巻
  1. 2011年6月7日第一刷発行（同日発売[1]）、ISBN 978-4-06-310756-2
  2. 2012年12月7日第一刷発行（同日発売）、ISBN 978-4-06-387854-7